# Estatización de la deuda privada
En Argentina, se conoce como estatización de la deuda privada a la circular A251 del 17 de noviembre de 1982 del Banco Central de la República Argentina (BCRA) cuando lo presidía de facto Julio González del Solar, en el marco de la dictadura cívico-militar autodenominada Proceso de Reorganización Nacional. Mediante esta circular, los vencimientos de deuda en dólares contra entidades en otros países tomadas por empresas privadas argentinas fueron tomados por el Banco Central, previo pago en pesos por las empresas.

## Contexto
La derrota de Argentina en la guerra de las Malvinas sumada a la suba de tasa de interés de la Reserval Federal por Paul Volcker desencadenó un sudden stop que dejó al país sin financiamiento externo. Entre diciembre de 1982 y 1983 vencían 5 mil millones de dólares en seguros de cambio convenidos durante la gestión de Lorenzo Sigaut, los cuales, sumados a los 4,500 millones de dólares contratados durante 1982 equivalían a 70% de la deuda externa privada. Para honrar los contratos, el BCRA debía vender dólares a $5000 por unidad (cuando el oficial en diciembre era de $46.000 y el paralelo $65.000). También podía pagarlos en pesos, es decir pagar la diferencia entre el oficial y los $5000, pero esto implicaba aumentar 75% la cantidad total de dinero (billetes, monedas y todo tipo de depósitos).

## Circular A251
Con la circular el Banco Central proponía hacerse cargo de la deuda y cambiarla por un bono (siempre y cuando el acreedor esté de acuerdo). Para esto emitieron 3 tipos de bonos. En dólares a tasa variable (que fueron llamados Promissory Notes), en dólares a tasa fija, y un bono en pesos de capital ajustable.